# Diana Larrea
Diana Larrea Gimeno (Madrid, 23 de marzo de 1972) es una artista feminista contemporánea española cuya obra multidisciplinar mantiene un compromiso político y social creando intervenciones y performances en espacios públicos que cuestionan la identidad del ciudadano en la ocupación de dichos espacios para distorsionar su percepción. Sus recursos visuales abarcan desde el dibujo hasta la fotografía, el vídeo y las instalaciones.

## Trayectoria artística
En 1980 comenzó su formación musical cursando los Estudios superiores de Piano, Solfeo, Armonía, Acompañamiento, Coral y Música de Cámara en el Real Conservatorio Superior de Música de Madrid. Años más tarde, se decanta por las artes visuales y en 1991 comienza sus estudios en la Facultad de Bellas Artes de la Universidad Complutense de Madrid y licenciándose en 1996.
Tras ser seleccionada para participar en la Bienal de Pontevedra en el año 2000 comenzó su carrera expositiva formando parte de la Muestra de Arte Injuve y recibiendo las becas "Generación" de Caja Madrid. En junio de 2002 recibió el II premio de Fotografía de El Cultural. Estos hechos fueron un punto de inflexión en su trayectoria artística atrayendo la atención de críticos, comisarios y galeristas relevantes en el sector del arte contemporáneo español.
Es autora de numerosas intervenciones públicas, como la realizada para la Exposición Internacional en Zaragoza, concretamente de la Espiral mudéjar, compuesta por sus primeros apuntes, el plano de trabajo, las fotografías del proceso de construcción y las imágenes finales de la Espiral mudéjar.
Entre sus proyectos más destacados se encuentran "Calles distinguidas" y "Plaza solución" y "Zona Azul" realizada en 2002 en la Calle Valverde de Madrid donde varios vehículos que se encontraban estacionados en esa zona azul fueron cubiertos con fundas azules.
Crítica con la precaria situación política y económica de los artistas, Larrea realizó en el año 2008 dos obras elocuentes de la crisis que arrasó las expectativas de evolución y progreso de los artistas. La serie de dibujos Equus asinus, inspirados en Goya, pone en manifiesto la corrupción y los vicios de la sociedad actual y el vídeo-performance Geofagia o La dieta del artista, Larrea se presenta comiendo tierra, como el único recurso cuando el Estado destierra a sus artistas. Ambos proyectos son opuestos a Espiral mudéjar, una intervención optimista sobre su percepción del futuro. Es una artista comprometida con los problemas de su tiempo participando de forma activa en asociaciones profesionales del sector artístico como la Asociación de Artistas Visuales (AVAM) y Mujeres en las Artes Visuales (MAV), participó en el II Festival Miradas de Mujeres organizado por MAV con la Galería Carolina Rojo de Zaragoza en el año 2013.
El proyecto más relevante de investigación es el titulado "Tal día como hoy". Este proyecto es una contribución a la historia del arte, recopilando y descubriendo el talento de mujeres artistas en la mayoría de los casos olvidadas. Lo inició en el año 2017 en su perfil de FaceBook, rescató cada día la biografía y obra de artistas que nacieron o fallecieron ese día, generando así un diccionario enciclopédico de mujeres artistas ocultas a lo largo de la historia.
Sus exposiciones individuales más destacadas son “Madriguera de observación” comisariado por Eugenio Ampudia en la Galería La Fábrica de Madrid en el año 2000, “Electrocosmos" comisariada por Jorge Díez en la Fundació Joan Miró de Barcelona en 2008, “Las ciudades, los signos y la memoria” en la Galería Espacio Líquido de Gijón en 2009, “Primavera árabe”, dentro del proyecto “1812_2012. Una mirada contemporánea”, una instalación exterior en el EACC, Espai d’Art Contemporani de Castelló en 2011.
Entre sus exposiciones colectivas más recientes destacan “Os 24 degrau” en el Museu Nacional do Conjunto Cultural da República de Brasilia (Brasil), “In Transition Russia” en el National Centre of Contemporary Art de Moscú (Rusia), o CIGE 5th China Internacional Gallery Exposition (Beijing).
Entre sus galardones más destacados se encuentran la Beca Fundación Marcelino Botín, el Premio Vida 6.0 de la Fundación Telefónica, o el Premio de Creación Artística de la Comunidad de Madrid. Sus obras están presentes en algunas colecciones relevantes como la Biblioteca Nacional en Madrid, la Colección Caja Madrid, el Consejo Superior de Deportes (Ministerio de Educación y Ciencia), el MACUF (Museo de Arte Contemporáneo Unión FENOSA de La Coruña), el Ino-cho Paper Museum en Kochi-ken (Japón) o la Bienal de Arte de Pontevedra.

### Premios y becas[15]

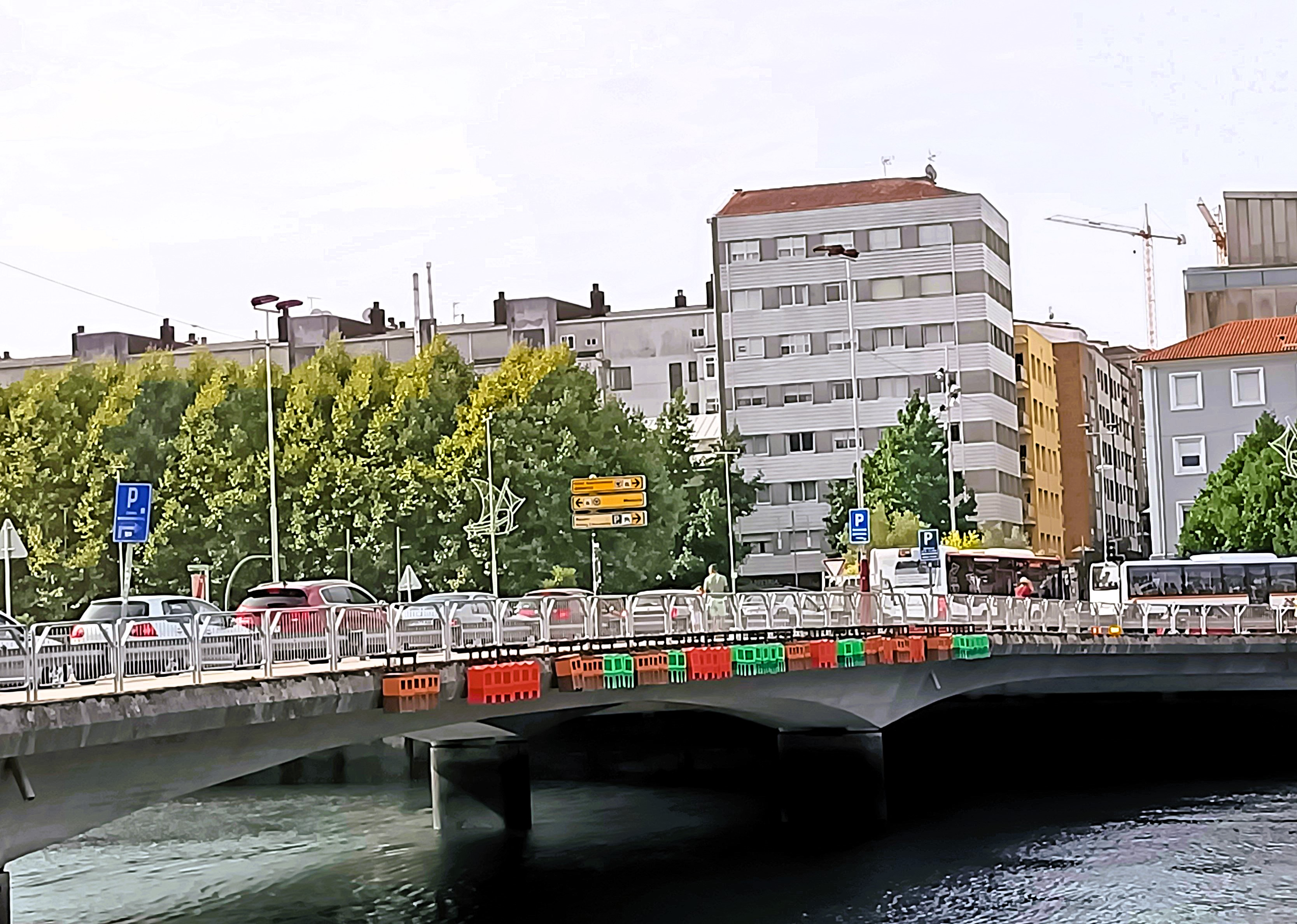
Maneras de habitar un puente en el puente de Santiago de Pontevedra capital en 2025.

- 1997 Mención Honorífica, V Premio Nacional de Grabado. Calcografía Nacional y Real Academia de Bellas Artes de San Fernando.
- 1998 Beca de Arte. Ayuntamiento de Mojácar. Almería.
- 2001 Beca Generación 2001. Obra Social Caja Madrid.
- 2002 Beca de Creación Plástica. Casa de América. Madrid.
- Primer Premio, II Concurso de Fotografía El Cultural.
- Premio Proyecto, II Certamen audiovisual Injuve. Instituto de la Juventud.
- 2003 Primer Premio, modalidad “Incentivo a las producciones Iberoamericanas”. V Concurso Internacional sobre Arte y Vida Artificial, Vida 6.0. Fundación Telefónica.
- 2004/2005 Beca Fundación Marcelino Botín de Artes Plásticas en San Francisco, USA.
- 2006 Premio Anteproyecto, Concurso Intervenciones Artísticas. Sociedad Expoagua Zaragoza.
- Premio de Creación Artística de la Comunidad de Madrid. Consejería de Cultura y Deporte.
- Accésit, VII Premio ABC de Pintura y Fotografía.
- Primer Premio, modalidad Escultura urbana. IV Bienal Internacional de Artes Plásticas. Ayuntamiento de Alcorcón.
- 2007 Premio adquisición, VI Bienal de Artes Plásticas “Rafael Botí”. Fundación Provincial de Artes Plásticas “Rafael Botí”. Diputación Provincial de Córdoba.
- 2008 Premio adquisición, XI Certamen Bienal Unicaja de Artes Plásticas. Fundación Unicaja. Málaga.
- Premio de Creación Artística de la Comunidad de Madrid. Consejería de Cultura y Turismo.
- 2009 Premio de Ayuda a la Producción. Casa de Velázquez. Madrid.
- 2010 Madrid Procesos, programa para la producción de proyectos artísticos. AVAM (Artistas Visuales Asociados de Madrid) y Consejería de Cultura, Deporte y Turismo de la Comunidad de Madrid.
- 2014 Residencia Addaya Centre d’art contemporani. Alaró, Mallorca.